# Agostino Viale
Agostino Viale, né en 1692 à Gênes et mort en 1777 à Gênes, est un homme politique italien, 160e doge de Gênes du 10 mars 1750 au 10 mars 1752.

### bibliographie
- (it) Sergio Buonadonna et Mario Mercenaro, Rosso doge. I dogi della Repubblica di Genova dal 1339 al 1797, Gênes, De Ferrari, 2007